# Arbalète
De Arbalète was een internationale trein op het traject Parijs - Zürich. De Arbalète is vernoemd naar het wapen van Wilhelm Tell, de arbalest (kruisboog) waarmee hij op de appel op het hoofd van zijn zoon schoot.

## Trans Europ Express
De Arbalète was op 2 juni 1957, met een vertrek om 7:00 uur 's morgens uit Zürich, de allereerste TEE-trein. De trein reed in Zwitserland onder de aanduiding
ZP en in Frankrijk als TEE 40. De terugrit vertrok om 18:20 uit Parijs als TEE 47 en reed in Zwitserland als PZ. De Franse spoorwegen combineerde tussen Mulhouse en Parijs de TEE met een bestaande binnenlandse trein waardoor ook gestopt werd in Belfort, Chaumont en Troyes.

### Rollend materieel
De dienst werd gestart met RGP 825 treinstellen van de SNCF. Op 2 augustus 1964 werden de treinstellen vervangen door  RAm TEE treinstellen van NS/SBB. Op 23 september 1969 is op deze lijn overgestapt op getrokken materieel.

#### Tractie
In Zwitserland werd de trein getrokken door een Re 4/4 II TEE. Soms werd hierbij de trein tussen Zürich en Basel gekoppeld met de TEE Helvetia waardoor een trein ontstond met Inox- en Rheingold-rijtuigen. In Frankrijk kwam een diesel van de serie CC 72000 voor de trein.

#### Rijtuigen
De trein bestond meestal uit Inox-rijtuigen, vanaf 23 september 1969 van het type Mistral 56 en vanaf 1 oktober 1976 van het type Mistral 69.

### Route en dienstregeling
De TEE (rame rouge) reed in Frankrijk gecombineerd met een gewone RGP (rame vert) om een efficiënte dienstuitvoering mogelijk te maken. De reizigers aantallen stegen vrij snel en de trein moest verstrekt worden met extra treinstellen. Uiteindelijk moest er met twee aparte treinen gereden worden. Op 29 september 1963 werden de nummers 40 en 47 aan de binnenlandse RGP toebedeeld en kreeg de TEE eigen nummers. Voor de richting Parijs in Frankrijk TEE 8 en in Zwitserland TEE 70, de richting Zürich in Frankrijk TEE 7 en in Zwitserland TEE 79. Tevens werden de haltes tussen Parijs en Mulhouse voor de TEE geschrapt. Op 31 mei 1964 verviel ook de stop in Mulhouse. Op 28 mei 1967 werd de nummering gelijk getrokken en kreeg de trein uit Parijs het nummer TEE 65, de trein naar Parijs nummer TEE 66. In de winter 1969/1970 werd weer gestopt in Mulhouse en Belfort.
Op 23 mei 1971 volgde nog een vernummering, TEE 66 werd TEE 64.
| TEE 65 | land        | station              | km  | TEE 64 |
| ------ | ----------- | -------------------- | --- | ------ |
| 17:30  | Frankrijk   | Parijs Gare de l'Est | 0   | 12:45  |
| 21:55  | Zwitserland | Basel SBB            | 526 | 08:15  |
| 23:05  | Zwitserland | Zürich HB            | 615 | 07:00  |

In september 1973 werd voor de trein richting Parijs een extra stop in Troyes toegevoegd. Op 29 mei 1979 vond de laatste rit van de TEE Arbalète plaats. De treindienst werd voortgezet als intercity Arbalète(IC 114, 115) met twee klassen.

## EuroCity

EuroCity Arbalète (rood) en de vervangende TGV 1997-2007 (paars), vanaf 2007 (blauw)

Op 31 mei 1987 werd de Arbalète als EuroCity gekwalificeerd en als EC 114, 115 in de dienstregeling opgenomen voor het traject Parijs - Basel - Zürich. De trein werd toen gereden met corail rijtuigen van de SNCF. Op 28 september 1997 werd de TGV Parijs - Bern - Zürich in dienst genomen wat het einde betekende voor de Arbalète.